# Garzhāl-e Soflá
Garzhāl-e Soflá (persiska: گرژال سفلی) är en ort i Iran.   Den ligger i provinsen Västazarbaijan, i den nordvästra delen av landet, 500 km väster om huvudstaden Teheran. Garzhāl-e Soflá ligger 1 127 meter över havet och antalet invånare är 117.
Terrängen runt Garzhāl-e Soflá är kuperad söderut, men norrut är den bergig. Garzhāl-e Soflá ligger nere i en dal. Runt Garzhāl-e Soflá är det ganska tätbefolkat, med 80 invånare per kvadratkilometer. Närmaste större samhälle är Vāvān, 2,9 km sydost om Garzhāl-e Soflá. Trakten runt Garzhāl-e Soflá består till största delen av jordbruksmark.